# Working on a Dream Tour
Il Working on a Dream Tour fu un tour musicale tenuto da Bruce Springsteen e la E Street Band iniziato nel mese di aprile 2009 e terminato nel mese di novembre dello stesso anno. Seguì la pubblicazione dell'album Working on a Dream, avvenuta nel gennaio del 2009.
Il tour fu più corto rispetto ad una tipica tournée di Springsteen, ma per la prima volta nella sua carriera, si pose l'accento sulle performance nei festival musicali, specialmente in Europa. Ancora più diversamente dai precedenti tour, nelle scalette furono inclusi pochi brani del suo nuovo album. Invece, furono portati avanti alcuni schemi delle ultime fasi del precedente Magic Tour: la focalizzazione sui temi di attualità, questa volta la crisi economica; alcuni colpi di scena e sceneggiate grottesche e, più visibilmente, l'inserimento di uno spazio per i 'cenni', in cui alcuni membri del pubblico richiedevano canzoni rare o vecchie di Springsteen imitandole con dei segni e la band le improvvisava. La tappa finale del tour spesso ne includeva uno prima che Springsteen iniziasse a suonare uno dei suoi classici degli anni settanta e ottanta.
Le reazioni critiche rispetto agli spettacoli del tour furono generalmente positive, anche se fu notata l'assenza del nuovo materiale. Il tour fu un successo commerciale, fatturando più di 156 milioni di dollari, per un totale di più di 1 milione e mezzo di spettatori; diventò il terzo tour per incasso nel 2009.
Il tour ebbe alcuni problemi logistici. La vendita dei biglietti fu gestita malamente da "Ticketmaster"; la situazione fu aggravata dal suo mercato secondario "TicketsNow". In poco tempo, legislature e procuratori generali di diversi stati, così come i membri del Congresso degli Stati Uniti e agenzie federali di regolamentazione, influenzarono la questione, con varie cause legali, compromessi e leggi proposte come risultato.
Il batterista della E Street Band Max Weinberg non fu disponibile per parti del tour a causa dei suoi obblighi con il Tonight Show. Lo sostituì suo figlio Jay, che a quel tempo aveva diciotto anni, per parti o per una serie di concerti; la critica, così come la band e il pubblico, reagì positivamente nei suoi confronti.
Il tour diede a Springsteen la possibilità di dire addio a due luoghi famosi, in cui aveva suonato molte volte - lo Spectrum di Filadelfia e il Giants Stadium, nel New Jersey.

## Scenario
Il tour fu immaginato dai fan di Springsteen non come "una maratona totale"; fu infatti notevolmente più breve del solito per Springsteen, in particolare nell'America del Nord, dove furono previste solo 26 tappe, tra cui anche una data in Oklahoma, dove Springsteen non aveva mai suonato in tre decenni di carriera e dove i funzionari del BOK Center di Tulsa avevano cercato di attirare il Boss per anni.
Il 23 febbraio 2009, fu confermato che Springsteen avrebbe suonato per primo il sabato sera nel Glastonbury Festival nel giugno dello stesso anno. Springsteen inoltre suonò al Pinkpop Festival nei Paesi Bassi e al Bonnaroo Music Festival negli Stati Uniti d'America; suonare a dei festival fu un aspetto che caratterizzò questo tour.

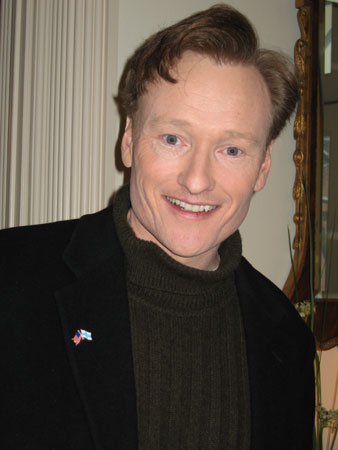
Conan O'Brien

Uno dei continui problemi con la programmazione del tour fu la disponibilità del batterista della E Street Band, Max Weinberg, già occupato come leader di una band, chiamata The Max Weinberg 7, per Conan O'Brien, dato che durante il primo semestre del 2009 il Late Night with Conan O'Brien a New York stava finendo e il Tonight Show a Los Angeles stava per cominciare. L'annuncio, avvenuto a metà gennaio, che il Late Night sarebbe durato fino al 20 febbraio, escludeva qualsiasi idea di iniziare il tour subito dopo la comparsa di Springsteen al Super Bowl XLIII, oltre alla sensazione della band, che aveva appena finito il Magic Tour e "Aspetta, fermiamoci un minuto." Nel frattempo, la data d'inizio del Tonight Show, annunciata per il 1º giugno, pose problemi per la presenza fissa durante il tour di Weinberg. O'Brien disse al tempo dell'annuncio ad un reporter della rivista Variety che sperava che Weinberg l'avrebbe seguito a Los Angeles ed inoltre sperava che potesse essere raggiunto un accordo per consentire a Weinberg di andare in tour con Springsteen, come era stato fatto per gli altri tour. Alla NBC, canale che ospitava i programmi di O'Brein, la coesistenza fra i due boss del batterista era conosciuta come la Regola Weinberg-Springsteen. In una intervista apparsa sul Rolling Stone, Springsteen fu vago sull'argomento: "Tutto quello che so è questo - tutto funzionerà, in un modo o nell'altro. Se le persone vogliono uscire e vedere la E Street Band, loro potranno uscire e vedere la E Street Band." Sulla questione vi furono molte notizie contrastanti fino a quando O'Brien, il 18 febbraio, confermò che Weinberg e la band sarebbero venuti con lui. Qualche giorno dopo, il chitarrista della E Street Steven Van Zandt disse a proposito della disponibilità di Weinberg per il periodo successivo al 1º giugno, cioè durante la tappa Europea: "Stiamo ancora cercando di capire. Vedremo. Credo che Max ci sarà per la maggior parte del tour...so che lui stava cercando molto di capire." Weinberg non aveva mai perso uno spettacolo della E Street Band dalla sua entrata nel gruppo nel 1974 e Van Zandt disse che nessun altro batterista avrebbe potuto rimpiazzare la comprensione intuitiva di Weinberg nei confronti di Springsteen.

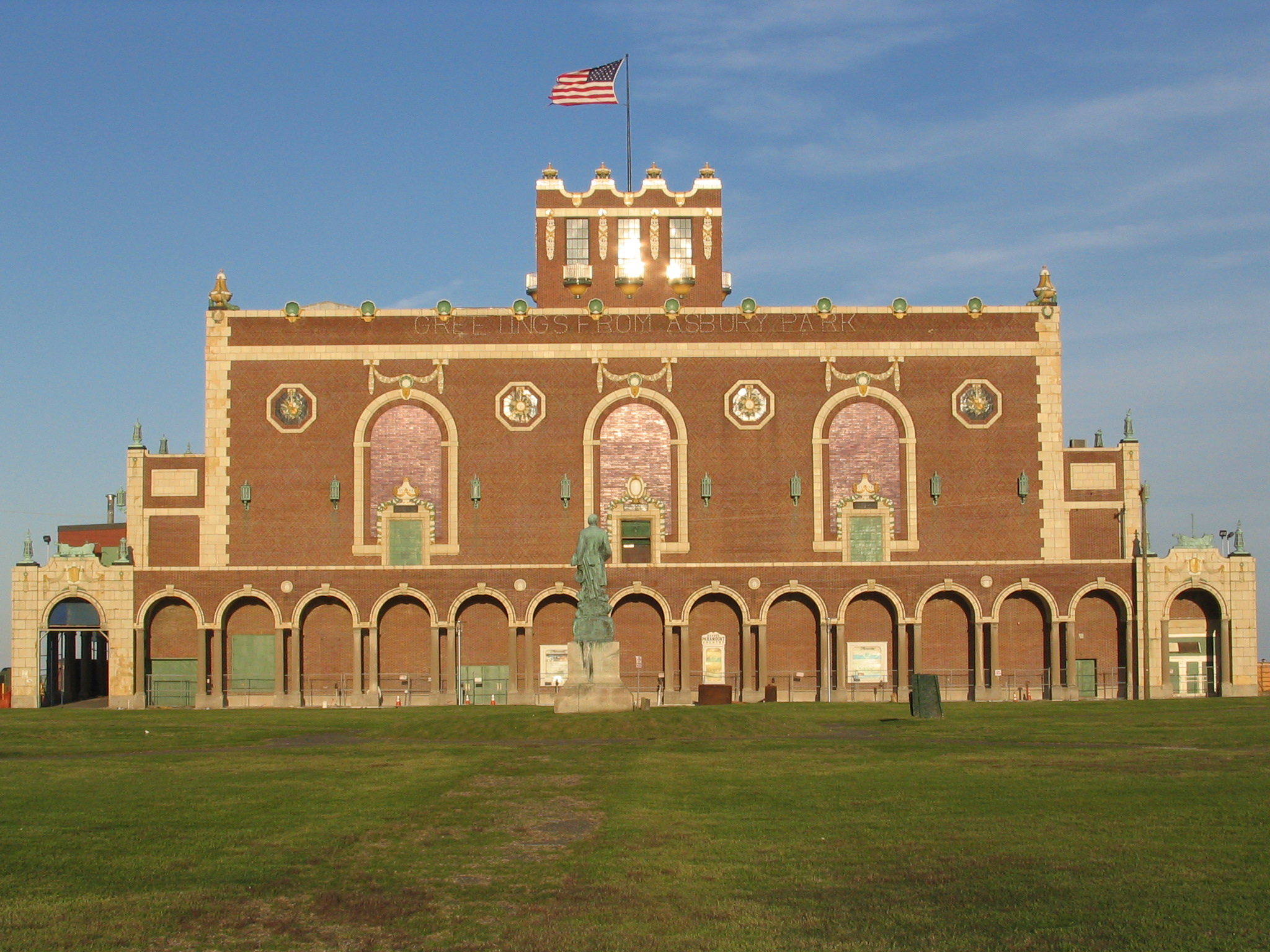
L'Asbury Park Convention Hall, considerato luogo storico degli Stati Uniti d'America e sala delle prove di Bruce Springsteen e della E Street Band.

Come da prassi sin dal 1999 in occasione del Reunion Tour, Springsteen e la band cominciarono le prove all'Asbury Park Convention Hall, la Sala delle Conferenze di Asbury Park, considerato luogo d'interesse storico degli USA. L'11 marzo, in occasione dell'inizio delle prove, alcuni fan di Springsteen si appostarono fuori dall'edificio, visto che le porte erano chiuse, per ascoltare le canzoni che avrebbero potuto far parte della scaletta del tour. La presenza alle prove del figlio diciottenne di Max Weinberg, Jay, una matricola allo Stevens Institute of Technology ed anche un batterista, indicò che lui sarebbe potuto essere il sostituto di suo padre per gli spettacoli della tappa Europea quando sarebbero subentrati gli impegni al Tonight Show di Max. Jay suonò alla batteria Born To Run in un concerto del precedente Magic Tour. Questo fu confermato da Springsteen il 20 marzo, che disse che Jay Weinberg avrebbe suonato la batteria ad un piccolo numero di spettacoli durante il tour. Springsteen aggiunse: "ancora una volta, voglio esprimere il mio apprezzamento a Conan O'Brien e a tutto il suo team, per aver reso possibile a Max di continuare a fare il suo doppio dovere per noi e per lui." Van Zandt disse: "Ho evitato questo problema per settimane! Grazie a Dio l'hanno finalmente annunciato. Abbiamo già fatto tre giorni di prove. Jay è un fantastico batterista. È nel DNA dei Weinberg."

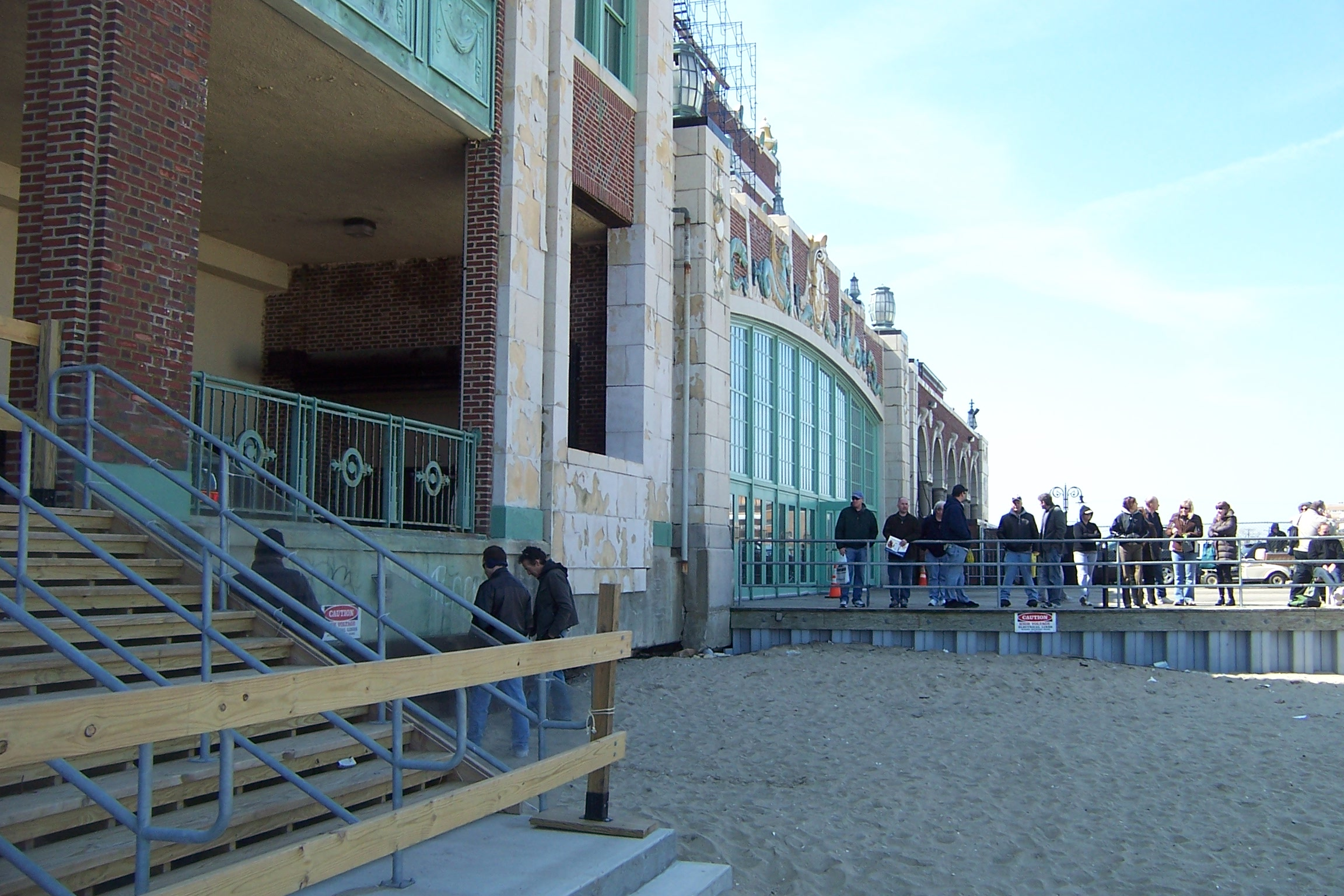
Fan fuori dall'Asbury Park Convention Hall mentre ascoltano una prova di Outlaw Pete, 18 marzo 2009.

La prima tappa Americana era ben avviata; ci fu un'ipotesi riguardo a degli altri possibili spettacoli in Nord America alla fine dell'estate e durante l'autunno, ma il chitarrista della E Street Band Nils Lofgren disse che Springsteen e sua moglie Patti Scialfa avrebbero preso una decisione più tardi.
Il 21 maggio 2009, alla fine del concerto all'Izod Center, ad East Rutherford, nel New Jersey, Springsteen annunciò che avrebbe fatto tre spettacoli nel vicino Giants Stadium tra la fine di settembre e l'inizio di ottobre, dicendo che la band "avrebbe detto addio al vecchio Giants Stadium...prima che arrivi la palla che demolisce, tornerà il gruppo che demolisce!" Gli schermi video sul palco mostrarono un enorme striscione appeso sullo stadio, che fu il precursore delle notizie delle televisioni locali. I biglietti furono venduti molto velocemente e furono aggiunte due date in più, finendo così il 9 ottobre. Questi sarebbero dovuti essere gli ultimi concerti di sempre nello stadio. Lo spettacolo fece il tutto esaurito in fretta, ma non quello prima. Successivamente furono annunciate le date negli USA della fine dell'estate, focalizzandosi sugli anfiteatri all'aperto nel Nord Est. A metà luglio, fu annunciata un'ulteriore proroga del tour negli Stati Uniti, aggiungendo spettacoli nelle arene al coperto fino a novembre.
Lo spettacolo a Buffalo, nel New York, avvenuto il 22 novembre 2009, era previsto per la fine del tour. Dopo di che la E Street Band si aspettava di prendere una pausa di 1-2 anni, mentre Springsteen lavorò su un altro progetto.
Lo spettacolo del 26 ottobre 2009 a Kansas City, nel Missouri, fu annullato un'ora prima dell'orario di inizio previsto a causa della morte di Lenny Sullivan, cugina di Springsteen e road manager per dieci anni. Non fu riprogrammato.

## Vendita dei biglietti

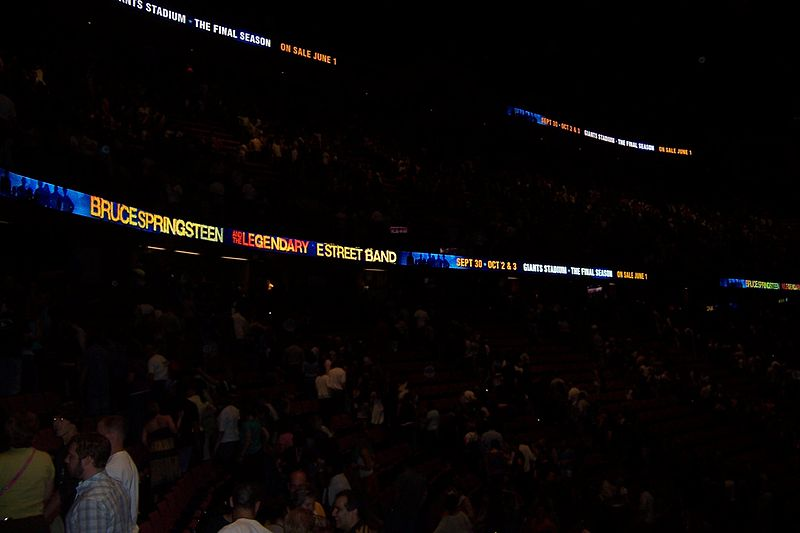
Il pubblico lascia l'Izod Center il 21 maggio 2009 dopo un concerto del Boss, mentre compare l'annuncio degli spettacoli al Giants Stadium.

Anche prima di qualsiasi annuncio ufficiale del tour, i biglietti furono in vendita in Norvegia e Svezia. La forte domanda causò un blocco totale nel sistema scandinavo di vendita dei biglietti. Una situazione simile a causa di una forte domanda si verificò in Finlandia con il sistema "Lippupiste" della vendita dei biglietti.
Il 27 gennaio 2009, il giorno della pubblicazione di Working on a Dream negli Stati Uniti, arrivò l'annuncio ufficiale del tour.
Il 1º febbraio 2009, Springsteen e la E Street Band suonarono durante l'intervallo del Super Bowl XLIII. Il giorno seguente, i biglietti per molti dei concerti negli USA furono messi in vendita. Nonostante la crisi in corso, la domanda era pesante in un certo numero di zone, sia per la continua popolarità di Springsteen, che per la grande visibilità della sua apparizione al Super Bowl. In altre zone, invece, non si mostrò il fervore delle passate tournée. I due show in New Jersey e a Filadelfia fecero il tutto esaurito in circa un'ora. Le vendite online dei biglietti nell'East Coast tramite la Ticketmaster, inclusi quelli dello spettacolo nel New Jersey, furono piuttosto problematiche, in quanto molti clienti aspettarono molto o rimasero nel bel mezzo di una transizione di acquisto, solo perché sul sito della Ticketmaster compare una scritta che spiegava che il sito non era disponibile "a causa di manutenzione ordinaria." Ticketmaster riconobbe che il problema tecnico con le vendite "non era il nostro momento migliore." I biglietti per gli spettacoli nel New Jersey erano disponibili in quantità limitata sin dall'inizio, siccome il 27% di questi erano stati trattenuti dalla casa discografica. In effetti, la casa discografica trattenne i biglietti di uno degli spettacoli tranne 108 dei 1126 nelle quattro sezioni più vicine al palco.
La frustrazione divenne una vera e propria protesta pubblica, in cui molti dei clienti di Ticketmaster, informati che i biglietti degli spettacoli erano finiti, furono spinti su TicketsNow, un sito di proprietà di Ticketmaster, dove i prezzi dei biglietti erano venduti sul mercato secondario a prezzi estremamente gonfiati. Inoltre Ticketmaster spinse i fan su TicketsNow anche quando c'erano ancora biglietti disponibili per uno spettacolo programmato. Bill Pascrell, membro della Camera dei Rappresentanti dall'ottavo distretto del New Jersey, chiese alla Commissione Federale del Commercio e al Dipartimento di Giustizia degli Stati Uniti d'America di investigare sulla relazione tra Ticketmaster e TicketsNow, dicendo: "Penso che l'affiliazione commerciale tra Ticketmaster e TicketsNow possa rappresentare un conflitto di interessi che è dannoso per i fan. C'è un significativo potenziale di abuso, quando una società è in grado di monopolizzare il mercato primario di un prodotto e anche manipolare direttamente, e trarne profitto da, il mercato secondario."
Springsteen ha rilasciato una dichiarazione sul suo sito web dove ha castigato Ticketmaster e ha chiarito che lui non ha alcuna affiliazione con loro (la casa discografica ne è affiliata). La direzione di Springsteen, o meglio le compagnie discografiche e i promotori, trattenne un numero consistente di biglietti da pubbliche vendite e resero il loro rifornimento sempre più bloccato, specialmente di quelli per gli spettacoli nel New Jersey. Nello stesso giorno in cui i membri dell'Assemblea Generale del New Jersey Gary Schaer e Wayne DeAngelo chiesero un'inchiesta, il procuratore generale del New Jersey Anne Milgram disse che la sua carica e la Divisione degli Affari dei Consumatori del New Jersey avrebbero indagato sulla vendita dei biglietti dei concerti di Springsteen, poiché erano già arrivate molte denunce. Quando la questione guadagnò l'attenzione nazionale, diventò quello che il Washington Post descrisse come un "incubo delle pubbliche relazioni" per Ticketmaster. Il 5 febbraio, Ticketmaster diffuse una "lettera aperta di scuse" per Springsteen e i suoi fan, dicendo che non avrebbe più collegato TicketsNow da Ticketmaster durante le vendite dalla grande domanda e promise che avrebbe rimborsato i clienti che inavvertitamente comprarono i biglietti sul mercato secondario. Pascrell, il cui ufficio ricevette oltre 1000 denunce sulla questione, e il procuratore generale del Connecticut Richard Blumenthal utilizzarono i racconti dei biglietti per mostrare la loro preoccupazione sulla fusione tra Ticketmaster e Live Nation, promotore di eventi musicali. Springsteen mostrò le sue obiezioni sulla fusione ed inoltre i suoi commenti guadagnarono l'attenzione nazionale.

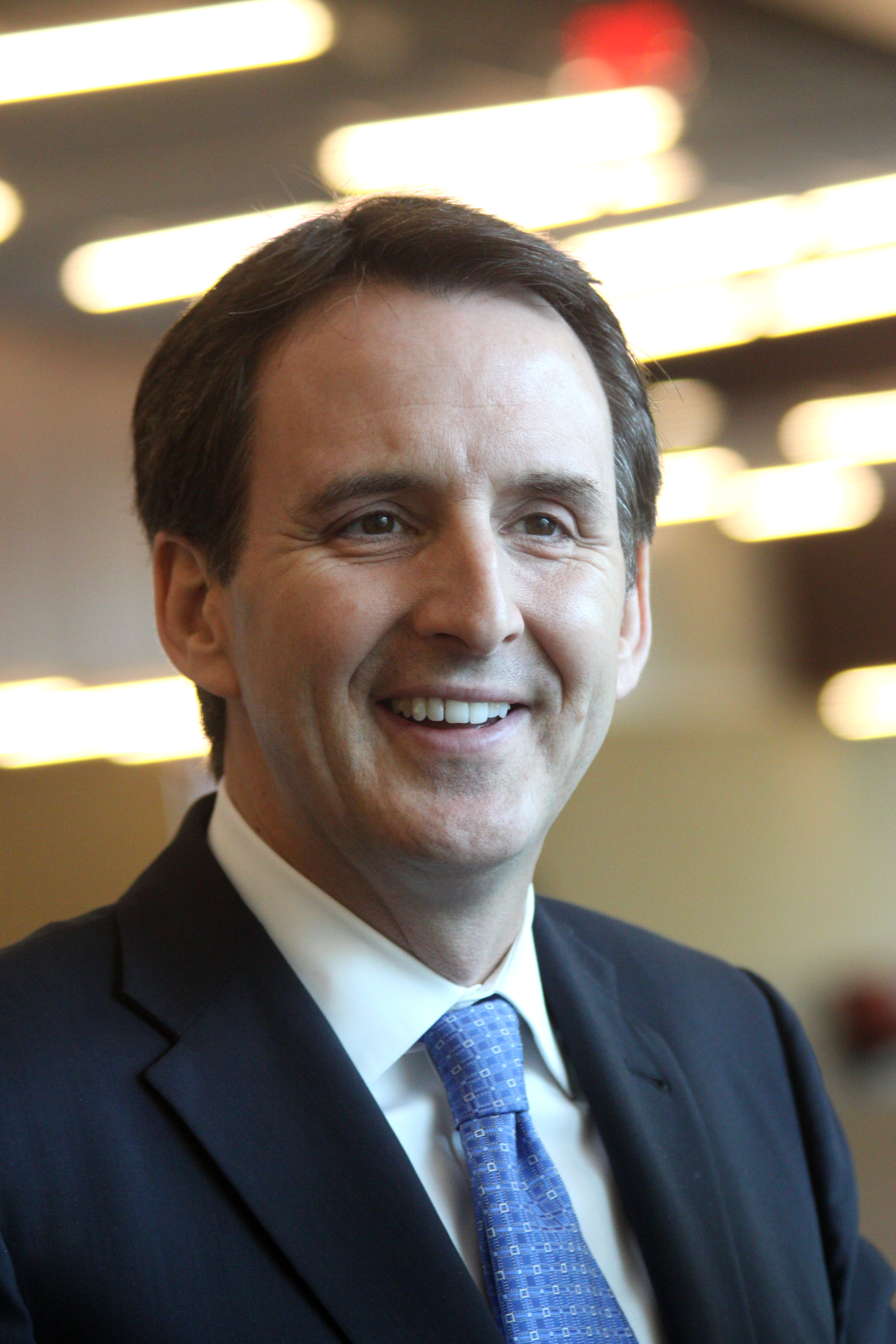
Il Governatore del Minnesota Tim Pawlenty, che firmò "the Bruce Springsteen bill", ossia "la legge di Bruce Springsteen".

Il 23 febbraio, Ticketmaster fece un accordo legale al di fuori del formale processo giudiziario con Anne Milgram. Ticketmaster accettò di rimborsare i pagamenti effettuati a TicketsNow e di ridurre la sua visibilità; rese circa 2.000 biglietti per gli spettacoli nel New Jersey ai denunciatori tramite lotteria casuale, con promesse di risarcimenti supplementari se Springsteen avesse programmato una terza tappa negli Stati Uniti durante l'estate. La società non fu multata, ma rimborsò l'attorney general di 350.000 dollari per spese di istruttoria. Oltre 1.800 persone si qualificarono per la lotteria del 31 marzo, e coloro i quali li ricevettero ritirarono i propri biglietti prima degli spettacoli. Nel marzo del 2009, il manager di Springsteen Jon Landau sottolineò che Springsteen non rilascia direttamente i biglietti sul mercato secondario, sulla scia delle rivelazioni su altri artisti. Nel maggio del 2009 - nello stesso giorno in cui Springsteen avrebbe suonato all'arena Xcel Energy Center a Saint Paul - il Governatore del Minnesota Tim Pawlenty firmò "la legge di Bruce Springsteen", che proibì ai venditori online di biglietti di spingere clienti frustrati su siti che offrono biglietti a prezzo gonfiato sul mercato secondario.
Un caso simile a questo si verificò il 20 marzo, quando furono messi in vendita i biglietti per i due concerti di prova di Springsteen all'Asbury Park Convention Hall. Decine di fan dissero che le linee automatizzate di Ticketmaster avevano dato messaggi in cui si diceva che non c'erano biglietti degli spettacoli in vendita, mentre quelli che usarono i call center furono in grado di acquistare i biglietti. Ticketmaster negò che qualcosa era andato storto.
La "saga" dei biglietti sul mercato secondario riemerse a metà maggio durante la prima tappa del tour quando TicketsNow rivelò che erano stati venduti 300 biglietti dello spettacolo al Verizon Center di Washington dallo stesso sito. TicketsNow offrì il doppio dei rimborsi e dei biglietti ad un prezzo inferiore alla media per gli altri spettacoli di Springsteen, ma il manager del Boss fu molto infelice: "Vorremmo far capire al nostro pubblico che questo è un problema causato interamente da Ticketmaster e da TicketsNow. Né Bruce né la sua gestione hanno un controllo su queste due problematiche entità, ma ci risentiamo profondamente dell'abuso sui nostri fan."
Quando, alla fine di maggio, furono annunciati gli spettacoli di Springsteen al Giants Stadium, che si sarebbero svolti in autunno, i venditori sul mercato secondario annunciarono che avrebbero alzato fortemente il prezzo dei biglietti prima che questi fossero messi in vendita. Ciò spinse il procuratore generale Milgram a sporgere denuncia contro tre venditori per comportamenti fraudolenti; in particolare alcune sedi pubblicizzate neanche esistevano. Il membro del Congresso Pascrell annunciò che aveva proposto una legge federale, chiamata "BOSS ACT" (Better Oversight of Secondary Sales and Accountability in Concert Ticketing), che avrebbe richiesto ai venditori dei biglietti sul mercato primario di rivelare quanti biglietti erano stati trattenuti dalla vendita, avrebbe proibito ai broker di comprare biglietti durante le prime 48 ore dalla messa in vendita dei biglietti e avrebbe proibito ai venditori dei biglietti sul mercato primario, ai promotori e agli artisti di entrare nel mercato secondario.
Nel febbraio del 2010, Ticketmaster raggiunse un accordo con la Commissione Federale del Commercio, che aveva denunciato la società per "tattiche ingannevoli", riguardanti i biglietti fantasma e fece riferimento ad un episodio, in cui sempre gli stessi 38 biglietti di uno spettacolo a Washington furono venduti 1600 volte. Ticketmaster non ammise nessun illecito, ma accettò di porre fine alla pratica; inoltre accettarono di spendere 1 milione di dollari per eccessivi finanziamenti alle vendite del mercato secondario tramite TicketsNow.

## Gli spettacoli

### Progettazione e prove

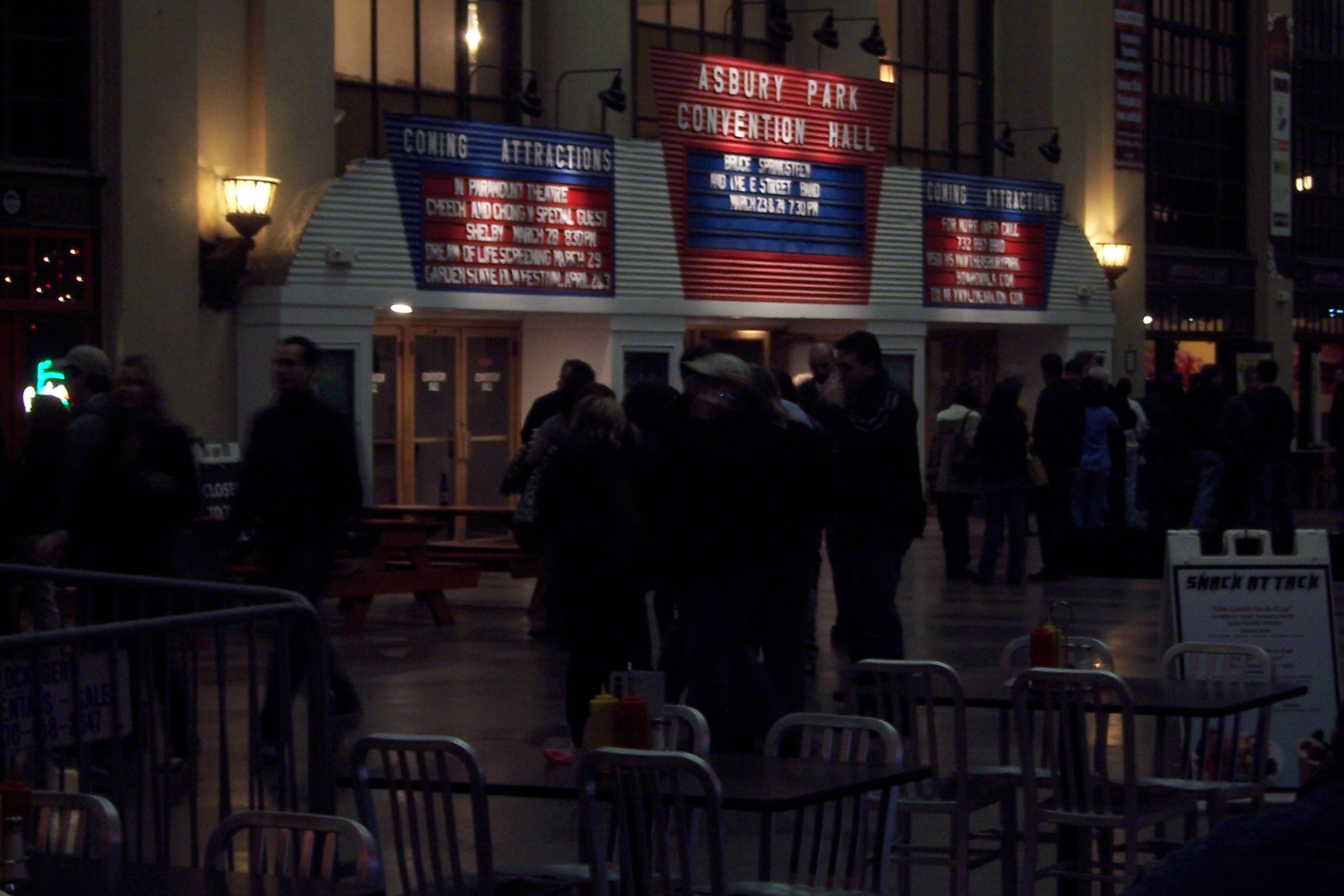
Lo scenario prima del primo dei due concerti di prova di Bruce Springsteen all'Asbury Park Convention Hall, il 23 marzo 2009.

Una prima idea sotto considerazione era quella di suonare uno dei classici album di Springsteen per intero ad ogni spettacolo. Van Zandt disse che avrebbero suonato la maggior parte di Working on a Dream durante la parte iniziale del tour, ma per quanto riguarda i restanti spettacoli erano incerti. Se l'idea dell'album intero fosse andata avanti, pensò che il doppio album The River avrebbe occupato di per sé un intero spettacolo. Nulla venne fuori da questa idea e dovette aspettare fino alla terza tappa del tour negli USA per materializzarsi.
Per prassi, Springsteen eseguì un paio di concerti pubblici di prova all'Asbury Park Convention Hall prima di iniziare il tour. I concerti furono aperti da "Outlaw Pete" da Working on a Dream e furono suonate altre canzoni contenute in questo album, ma gli spettacoli in generale inclusero schemi del precedente Magic Tour. Jay Weinberg suonò alcuni pezzi alla batteria, mentre alla E Street Band si affiancarono i coristi Curtis King e Cindy Mizelle (entrambi collaboratori di Springsteen durante il Session Band Tour).

### Prima tappa (Nord America)

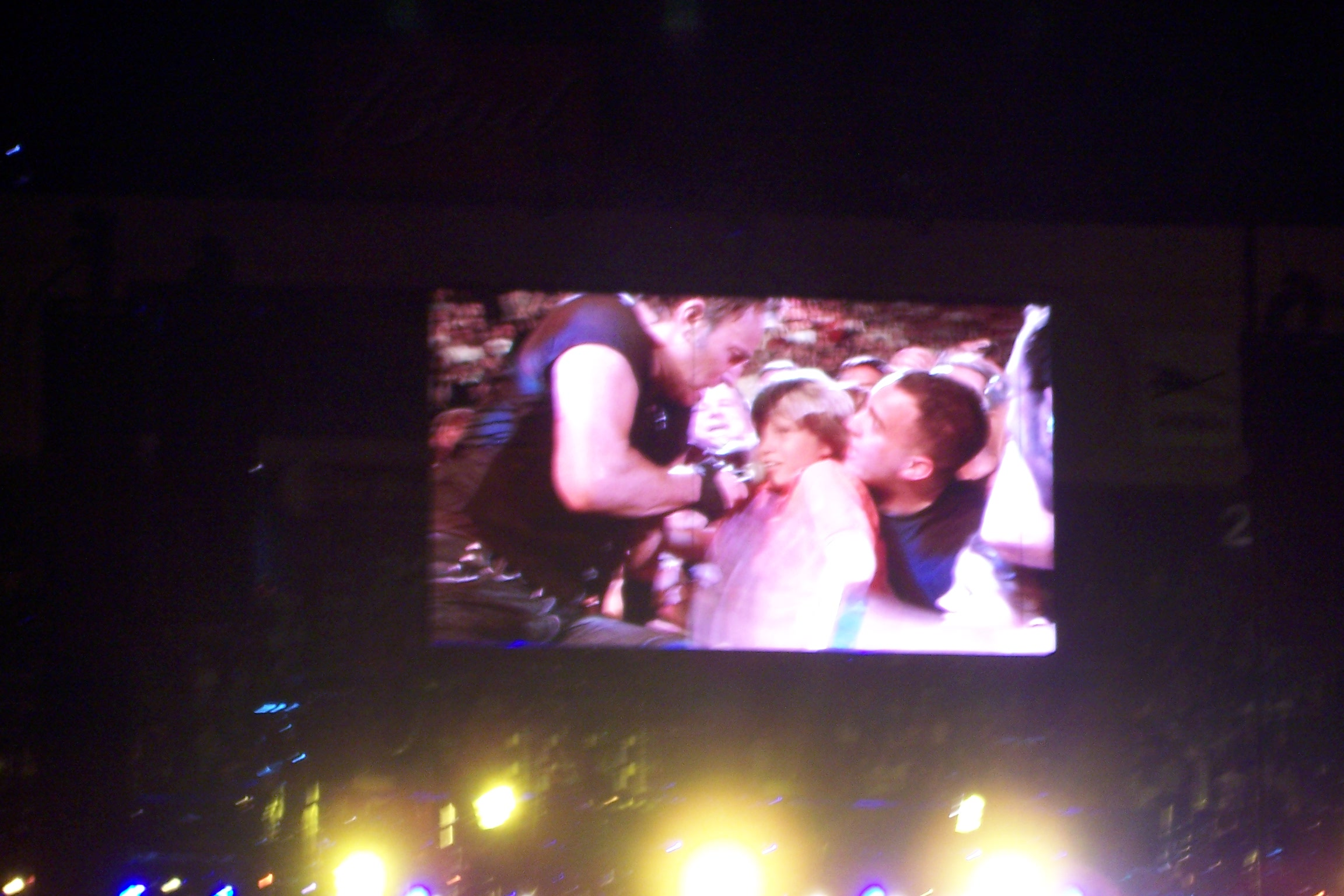
Un maxischermo mostra Springsteen, mentre fa cantare Waitin' on a Sunny Day ad un bambino durante un concerto all'Izod Center. Springsteen era solito far cantare ai bambini nel pubblico questa canzone insieme al coro.

Quando il tour cominciò a San Jose, in California, il 1º aprile, la canzone di apertura era Badlands - il cui finale era caratterizzato dalla domanda al pubblico "C'è qualcuno là fuori?" - e molte cose furono evidenti. Gli spettacoli, in genere, contenevano solo tre canzoni incluse in Working on a Dream: Outlaw Pete (inizialmente accompagnata da una macchina del fumo), Working on a Dream e Kingdom Of Days. Poiché fu poco incluso il materiale dell'ultimo album realizzato, questo tour rappresenta un allontanamento dagli schemi di tutti gli altri tour di Springsteen. Uno degli ultimi singoli di Springsteen, The Wrestler, facente parte della colonna sonora dell'omonimo film, fu incluso solo in metà delle liste delle canzoni del tour, nonostante non condividesse lo stile romantico del nuovo album.
Riguardo alle altre canzoni di Working on a Dream, due non furono mai provate privatamente; alcune altre provate furono provate privatamente ma mai pubblicamente; This Life e Surprise Surprise non furono più suonate dopo il primo concerto di prove all'Asbury Park Convention Hall; Good Eye non fu più suonata dopo il secondo concerto di prove, mentre My Lucky Day fu abbandonata dopo tre concerti. La scomparsa di This Life e My Lucky Day fu particolarmente notevole, visto che la prima aveva un elaborato ed esteso finale in stile Beach Boys di King e Mizelle nella sua performance di prova, mentre My Lucky Day è il secondo singolo estratto dall'album. Neanche il materiale dell'album precedente, Magic, fu eseguito, inclusa Radio Nowhere. Le scalette si basavano sul materiale di Born in the U.S.A. e The Rising e su canzoni di altri periodi.
Commentando la scarsità del nuovo materiale, l'Atlanta Journal-Constitution suggerì che sarebbe stato meglio se l'intera produzione si fosse chiamata "Havin' a Blast Tour". Il Pittsburgh Post-Gazette disse che "La cosa strana... è che il 'Working on a Dream Tour' non sembra più essere un 'lavoro su un sogno'" e suggerì che l'album fu impopolare tra molti fan e, come risultato, "Springsteen, da grande showman, non infierì su questo esito." I fan di Springsteen analizzarono e discussero subito le scalette di ogni concerto, non appena apparve la lista degli spettacoli su "Backstreet.com", sito del fanzine di Springsteen. Il bassista della E Street Band Gary Tallent e il chitarrista Nils Lofgren si divertirono nel paragonare questa situazione con quella del 2008. Al termine del Magic Tour, infatti, i fan si arrabbiarono, perché, nelle scalette, la presenza del nuovo materiale era stata eccessiva. Il chitarrista Steve Van Zandt disse che le canzoni di Working on a Dream che furono suonate erano "grandi" canzoni, per compensare la mancanza del nuovo materiale.

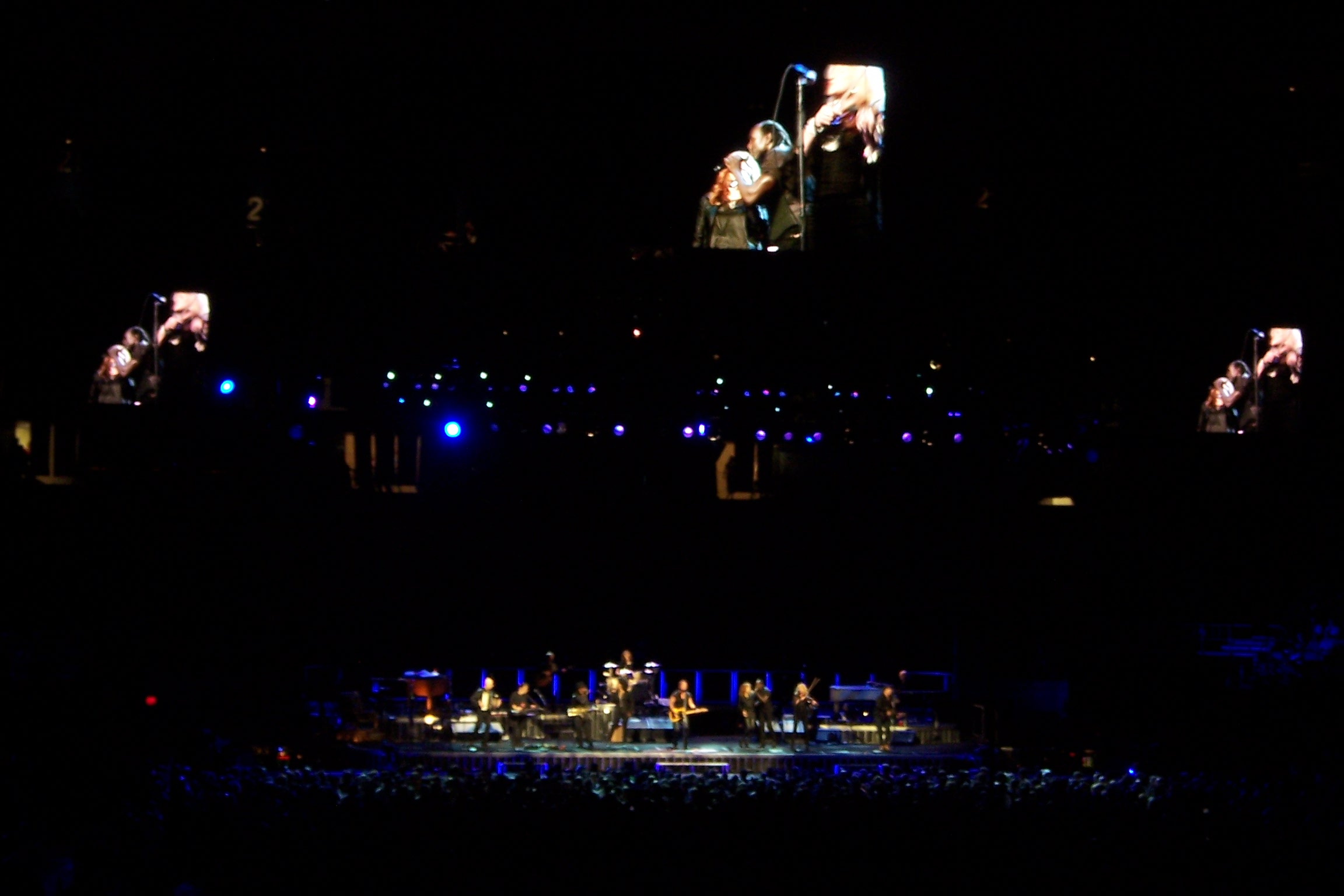
Bruce Springsteen e la E Street Band suonano "Hard Times Come Again No More" il 21 maggio 2009 all'Izod Center, ad East Rutherford.

Un tema evidenziato durante gli spettacoli era la recessione in corso. La parte iniziale degli spettacoli conteneva un cosiddetto "pacchetto della recessione", che era formato dalle canzoni Seeds (non era più stata suonata dagli anni ottanta), Johnny 99 (allungata da un insolito finale) e o Youngstown o The Ghost of Tom Joad (entrambe contenenti un focoso assolo di chitarra di Nils Lofgren). Gli spettacoli continuavano con un riarrangiamento del classico del 1850 di Stephen Foster Hard Times Come Again No More - che fu una delle poche canzoni accompagnate dal coro di King e Mizelle, costretti altrimenti a suonare il tamburello - e successivamente erano suonate due canzoni che trattano della lotta, della sopravvivenza e della speranza americane, Land of Hope and Dreams and American Land. Van Zandt disse che l'emergere del tema della recessione fu in parte il motivo per cui il nuovo materiale non trovò spazio nelle scalette. Durante gli spettacoli, un momento regolare di ottimismo era rappresentato da Waitin' on a Sunny Day, singolo estratto da The Rising, quando Springsteen faceva cantare uno o più bambini nelle prime file assieme al coro.
Una novità dal precedente Magic Tour fu il cosiddetto 'signs' segment, cioè una parte del concerto dedicato a delle richieste fatte con dei cenni fatte dal pubblico. Questo sarebbe cominciato quando Springsteen collezionò delle richieste tramite dei cenni da parte del pubblico delle prime file durante un'estesa introduzione della popolare canzone Raise Your Hand. Una volta completata la canzone, Springsteen selezionò due o tre richieste del pubblico. Spesso le richieste erano dei classici del garage rock come Wild Thing, 96 Tears, o Mony Mony o del punk rock come I Wanna Be Sedated o London Calling. Questa attività fu chiamata "Stump the Band", e portò la band a suonare delle improvvisazioni sul palco. Springsteen delle volte schernì il pubblico in seguito alle dichiarazioni che la E Street Band non poteva essere messa in difficoltà, come disse al concerto nella Philips Arena di Atlanta: "...questa è la più grande band da bar del mondo, e se non lo pensano noi conosciamo questa cazzo di 96 Tears!" L'immediata introduzione della parte per i cenni, comunque, sorprese il chitarrista della band Nils Lofgren, che pensava che Springsteen l'avrebbe posticipato alla fine del tour. Il preciso grado di sfida di questa novità non fu chiaro, visto che, anche se la band improvvisava, Springsteen leggeva i testi su un teleprompter e in alcuni casi le canzoni erano state provate con il soundcheck prima del concerto. In ogni caso, le richieste includevano soprattutto canzoni degli anni sessanta, specialmente della British invasion, della Motown e della Stax-Volt. Le altre richieste erano, di solito, per canzoni di Springsteen non incluse generalmente nelle scalette.

## Le date
| Data                                      | Città                  | Luogo                           | Affluenza  | Affluenza        | Affluenza | Guadagno lordo (US$) |
| Data                                      | Città                  | Luogo                           | Spettatori | Posti in vendita | % P/S     | Guadagno lordo (US$) |
| ----------------------------------------- | ---------------------- | ------------------------------- | ---------- | ---------------- | --------- | -------------------- |
| 1º aprile 2009                            | San Jose               | HP Pavilion                     | 16.713     | 17.196           | 97,2%     | 1.535.889            |
| 3 aprile 2009                             | Glendale               | Jobing.com Arena                | 15.433     | 15.433           | 100%      | 1.377.875            |
| 5 aprile 2009                             | Austin                 | Frank Erwin Center              | 15.654     | 15.654           | 100%      | 1.302.672            |
| 7 aprile 2009                             | Tulsa                  | BOK Center                      | 12.382     | 12.382           | 100%      | 1.039.926            |
| 8 aprile 2009                             | Houston                | Toyota Center                   | 12.488     | 12.488           | 100%      | 1.106.977            |
| 10 aprile 2009                            | Denver                 | Pepsi Center                    | 17.202     | 17.414           | 99%       | 1.555.204            |
| 15 - 16 aprile 2009                       | Los Angeles            | L.A. Memorial Sports Arena      | 31.080     | 33.094           | 94%       | 2.807.010            |
| 21 - 22 aprile 2009                       | Boston                 | TD Garden                       | 33.035     | 33.477           | 98,7%     | 3.006.655            |
| 24 aprile 2009                            | Hartford               | XL Center                       | 15.168     | 15.168           | 100%      | 1.405.050            |
| 26 aprile 2009                            | Atlanta                | Philips Arena                   | 14.361     | 15.190           | 94,5%     | 1.324.980            |
| 28 - 29 aprile 2009                       | Filadelfia             | Wachovia Spectrum               | 35.165     | 35.165           | 100%      | 3.389.857            |
| 2 maggio 2009                             | Greensboro             | Greensboro Coliseum             | 18.987     | 19.462           | 97,6%     | 1.573.072            |
| 4 maggio 2009                             | Uniondale              | Nassau Coliseum                 | 16.223     | 16.223           | 100%      | 1.548.658            |
| 5 maggio 2009                             | Charlottesville        | John Paul Jones Arena           | -          | -                | -         | -                    |
| 7 maggio 2009                             | Toronto                | Air Canada Centre               | 18.103     | 18.103           | 100%      | 1.438.244            |
| 8 maggio 2009                             | University Park        | Bryce Jordan Center             | 14.238     | 14.238           | 100%      | 1.305.880            |
| 11 maggio 2009                            | Saint Paul             | Xcel Energy Center              | -          | -                | -         | -                    |
| 12 maggio 2009                            | Chicago                | United Center                   | -          | -                | -         | -                    |
| 14 maggio 2009                            | Albany                 | Times Union Center              | 15.096     | 15.096           | 100%      | 1.377.450            |
| 15 maggio 2009                            | Hershey                | Hersheypark Stadium             | 29.745     | 29.745           | 100%      | 2.859.106            |
| 18 maggio 2009                            | Washington             | Verizon Center                  | 17.859     | 18.261           | 98%       | 1.680.376            |
| 19 maggio 2009                            | Pittsburgh             | Mellon Arena                    | -          | -                | -         | -                    |
| 21 - 23 maggio 2009                       | East Rutherford        | Izod Center                     | 38.502     | 38.502           | 100%      | 3.559.260            |
| 30 maggio 2009                            | Landgraaf              | Pinkpop Festival                | -          | -                | -         | -                    |
| 2 giugno 2009                             | Tampere                | Stadio Ratina                   | 31.402     | 31.402           | 100%      | 3.326.646            |
| 4 - 5 - 7 giugno 2009                     | Stoccolma              | Stadio Olimpico                 | 97.024     | 97.024           | 100%      | 7.877.161            |
| 9 - 10 giugno 2009                        | Bergen                 | Koengen                         | 47.000     | 51.000           | 93%       | 4.613.805            |
| 13 giugno 2009                            | Manchester (TN)        | Bonnaroo Music Festival         | -          | -                | -         | -                    |
| 27 giugno 2009                            | Glastonbury            | Glastonbury Festival            | 135.000    | 135.000          | 100%      | -                    |
| 28 giugno 2009                            | Londra                 | Hard Rock Calling               | -          | -                | 100%      | -                    |
| 30 giugno 2009                            | Berna                  | Stade de Suisse                 | 36.538     | 36.538           | 100%      | 3.816.416            |
| 2 luglio 2009                             | Monaco di Baviera      | Stadio Olimpico                 | 39.896     | 44.186           | 90%       | 3.723.108            |
| 3 luglio 2009                             | Francoforte sul Meno   | Commerzbank-Arena               | 40.471     | 40.471           | 100%      | 3.765.940            |
| 5 luglio 2009                             | Vienna                 | Ernst Happel Stadion            | 37.798     | 42.380           | 89%       | 3.324.987            |
| 8 luglio 2009                             | Herning                | Herning MCH - Outdoor Arena     | 49.947     | 49.947           | 100%      | 4.770.172            |
| 11 - 12 luglio 2009                       | Dublino                | RDS Arena                       | 80.428     | 80.428           | 100%      | 8.760.349            |
| 14 luglio 2009                            | Glasgow                | Hampden Park                    | 50.544     | 50.544           | 100%      | 4.378.752            |
| 16 luglio 2009                            | Carhaix-Plouguer       | Festival Vieilles Charrues      | -          | -                | -         | -                    |
| 19 luglio 2009                            | Roma                   | Stadio Olimpico                 | 37.834     | 42.479           | 90%       | 2.944.904            |
| 21 luglio 2009                            | Torino                 | Stadio Olimpico                 | 32.774     | 32.774           | 100%      | 2.639.310            |
| 23 luglio 2009                            | Udine                  | Stadio Friuli                   | -          | -                | -         | -                    |
| 26 luglio 2009                            | Bilbao                 | Stadio San Mamés                | -          | -                | -         | -                    |
| 28 luglio 2009                            | Siviglia               | la Cartuja                      | -          | -                | -         | -                    |
| 30 luglio 2009                            | Benidorm               | Estadio Municipal de Foietes    | -          | -                | -         | -                    |
| 1º agosto 2009                            | Valladolid             | Stadio José Zorrilla            | -          | -                | -         | -                    |
| 2 agosto 2009                             | Santiago di Compostela | Monte do Gozo                   | -          | -                | 100%      | -                    |
| 19 agosto 2009                            | Hartford               | Comcast Theatre                 | -          | -                | -         | -                    |
| 22 agosto 2009                            | Mansfield              | Comcast Center                  | -          | -                | -         | -                    |
| 23 agosto 2009                            | Mansfield              | Comcast Center                  | -          | -                | -         | -                    |
| 25 agosto 2009                            | Saratoga Springs       | Saratoga Performing Arts Center | -          | -                | -         | -                    |
| 10 settembre 2009                         | Nashville              | Sommet Center                   | -          | -                | -         | -                    |
| 12 settembre 2009                         | Tampa                  | Ford Amphitheatre               | -          | -                | -         | -                    |
| 13 settembre 2009                         | Fort Lauderdale        | BankAtlantic Center             | -          | -                | -         | -                    |
| 16 settembre 2009                         | Greenville             | BI-LO Center                    | -          | -                | -         | -                    |
| 20 settembre 2009                         | Chicago                | United Center                   | -          | -                | -         | -                    |
| 30 settembre - 2 - 3 - 8 - 9 ottobre 2009 | East Rutherford        | Giants Stadium                  | -          | -                | -         | -                    |
| 13 - 14 - 19 - 20 ottobre 2009            | Filadelfia             | Wachovia Spectrum               | -          | -                | -         | -                    |
| 25 ottobre 2009                           | Saint Louis            | Scottrade Center                | -          | -                | -         | -                    |
| 26 ottobre 2009                           | Kansas City (MO)       | Sprint Center                   | -          | -                | -         | -                    |
| 2 novembre 2009                           | Washington             | Verizon Center                  | -          | -                | -         | -                    |
| 3 novembre 2009                           | Charlotte              | Time Warner Cable Arena         | -          | -                | -         | -                    |
| 7 - 8 novembre 2009                       | New York               | Madison Square Garden           | -          | -                | -         | -                    |
| 10 novembre 2009                          | Cleveland              | Quicken Loans Arena             | -          | -                | -         | -                    |
| 13 novembre 2009                          | Auburn Hills           | The Palace                      | -          | -                | -         | -                    |
| 15 novembre 2009                          | Milwaukee              | Bradley Center                  | -          | -                | -         | -                    |
| TOTALE                                    | TOTALE                 | TOTALE                          | 969.000    | 980.374          | 97%       | 85.369.751           |